# کپلر-۱۹سی
کپلر-۱۹سی (انگلیسی: Kepler-19c) کپلر -۱۹ سی سیاره‌ای فراخورشیدی است که به دور ستاره کپلر-۱۹ در چرخش است و تقریباً ۷۱۷ سال نوری از زمین فاصله دارد.

## کشف
این سیاره در نتیجهٔ بررسی داده‌های مربوط به سیارهٔ فراخورشیدی از پیش کشف شدهٔ کپلر-۱۹بی کشف شد. تغییرهایی که در زمانبندیِ تناوب مداریِ سیارهٔ کپلر-۱۹بی مشاهده می‌شد نشان می‌داد که نیروی گرانشی دیگری سیاره را مجبور به تغییر سرعت می‌کند. حضور یک جسم اضافی دیگر در نزدیکی است که در هر دور مداری «پنج دقیقه» دگرگونی را در طی زمان گذر (ستاره‌شناسی) سیاره باعث می‌شود.
بانی و نویسندهٔ اصلی مقاله و اعلام این کشف سارا بالارد بوده‌است.